# Elecciones municipales de Tumbes de 2014
Las elecciones municipales de Tumbes de 2014 se llevaron a cabo el 5 de octubre de 2014 para elegir al alcalde y al Concejo Provincial de Tumbes para el periodo 2015-2018. La elección se celebró simultáneamente con elecciones regionales y municipales (provinciales y distritales) en todo el Perú.

## Sistema electoral
La Municipalidad Provincial de Tumbes es el órgano administrativo y de gobierno de la provincia de Tumbes. Está compuesta por el alcalde y el Concejo Provincial.
La votación del alcalde y el concejo se realiza en base al sufragio universal, que comprende a todos los ciudadanos nacionales mayores de dieciocho años, empadronados y residentes en la provincia de Tumbes y en pleno goce de sus derechos políticos, así como a los ciudadanos no nacionales residentes y empadronados en la provincia de Tumbes.
El Concejo Provincial de Tumbes está compuesto por 11 regidores elegidos por sufragio directo para un período de cuatro (4) años, en forma conjunta con la elección del alcalde (quien lo preside). La votación es por lista cerrada y bloqueada. Se asigna a la lista ganadora los escaños según el método d'Hondt o la mitad más uno, lo que más le favorezca.

## Composición del Concejo Provincial de Tumbes
La siguiente tabla muestra la composición del Concejo Provincial de Tumbes antes de las elecciones.
| Partidos | Partidos                                                | Regidores |
| -------- | ------------------------------------------------------- | --------- |
|          | Restauración Nacional                                   | 7         |
|          | Partido Popular Cristiano                               | 2         |
|          | Reconstrucción con Obras Más Obras para un Tumbes Bello | 1         |
|          | Lista Independiente N° 1 Renovación Tumbesina           | 1         |

## Partidos y candidatos
A continuación se muestra una lista de los principales partidos y alianzas electorales que participaron en las elecciones:
| Candidatura | Candidatura | Partidos y alianzas                     | Candidatos | Candidatos                 | Ideología                                                          | Resultado previo | Resultado previo | Ref. |
| Candidatura | Candidatura | Partidos y alianzas                     | Candidatos | Candidatos                 | Ideología                                                          | Votos (%)        | Reg.             | Ref. |
| ----------- | ----------- | --------------------------------------- | ---------- | -------------------------- | ------------------------------------------------------------------ | ---------------- | ---------------- | ---- |
|             | RN          | Lista - Restauración Nacional (RN)      |            | Marjorie Jiménez Gonzales  | Liberalismo económico Conservadurismo social Humanismo cristiano   | 26.37%           | 7                |      |
|             | PPC         | Lista - Partido Popular Cristiano (PPC) |            | Lenin Ávila Silva          | Democracia cristiana Conservadurismo social Liberalismo económico  | 23.20%           | 2                |      |
|             | UPP         | Lista - Unión por el Perú (UPP)         |            | Hildebrando Antón Navarro  | Nacionalismo de izquierda Socialdemocracia                         | 6.37%            | 0                |      |
|             | AP          | Lista - Acción Popular (AP)             |            | Augusto Córdova Arena      | Partido atrapalotodo                                               | 3.34%            | 0                |      |
|             | FT2010      | Lista - Fuerza Tumbesina 2010 (FT2010)  |            | Ronnie Rujel Veintimilla   | Regionalismo tumbesino                                             | 2.98%            | 0                |      |
|             | APP         | Lista - Alianza para el Progreso (APP)  |            | Manuel de Lama Hirsh       | Liberalismo económico Conservadurismo liberal Populismo de derecha | 1.80%            | 0                |      |
|             | SP          | Lista - Somos Perú (SP)                 |            | Pío Cuenca Sulca           | Democracia cristiana Conservadurismo social                        | Nuevo            | Nuevo            |      |
|             | PHP         | Lista - Partido Humanista Peruano (PHP) |            | Manuel Jiménez Castillo    | Humanismo Socialismo Ecosocialismo                                 | Nuevo            | Nuevo            |      |
|             | FA          | Lista - Frente Amplio (FA)              |            | Sin información disponible | Socialismo Ecologismo Descentralización                            | Nuevo            | Nuevo            |      |
|             | NA          | Lista - Nueva Alternativa (NA)          |            | Walfo Alonso López         | Regionalismo tumbesino                                             | Nuevo            | Nuevo            |      |
|             | RT          | Lista - Renovación Tumbesina (RT)       |            | Carlos Silva Mena          | Regionalismo tumbesino                                             | Nuevo            | Nuevo            |      |
|             | S           | Lista - Súmate al Cambio (S)            |            | Selena Mendoza Guerrero    | Regionalismo tumbesino                                             | Nuevo            | Nuevo            |      |
|             | PT          | Lista - Participación Tumbesina (PT)    |            | Fausto Ruiz Sánchez        | Regionalismo tumbesino                                             | Nuevo            | Nuevo            |      |

## Sondeos de opinión
Las siguientes tablas enumeran las estimaciones de la intención de voto en orden cronológico inverso, mostrando las más recientes primero y utilizando las fechas en las que se realizó el trabajo de campo de la encuesta. Cuando se desconocen las fechas del trabajo de campo, se proporciona la fecha de publicación.
Leyenda:
     Sondeo realizado en el periodo de prohibición legal de la difusión de sondeos de intención de voto.

### Intención de voto
La siguiente tabla enumera las estimaciones ponderadas (sin incluir votos en blanco y nulos) de la intención de voto.
|                                |            |   |      |      |      |     |     |     |  |  |  |  |  |
| Elecciones municipales de 2014 | 5 oct 2014 | — | 30.8 | 29.9 | 12.9 | 8.7 | 6.2 | 0.9 |  |  |  |  |  |
|                                |            |   |      |      |      |     |     |     |  |  |  |  |  |
| Ipsos Perú/América             | 5 oct 2014 | ? | 32.5 | 26.9 | 13.4 | –   | –   | 5.6 |  |  |  |  |  |

## Resultados

### Sumario general
|                        |                                 |              |              |              |           |           |  |  |
| Partidos y coaliciones | Partidos y coaliciones          | Voto popular | Voto popular | Voto popular | Regidores | Regidores |  |  |
| Partidos y coaliciones | Partidos y coaliciones          | Votos        | %            | ±pp          | Total     | +/−       |  |  |
|                        | Alianza para el Progreso (APP)  | 23,193       | 30.82        | +29.02       | 7         | +7        |  |  |
|                        | Partido Popular Cristiano (PPC) | 22,466       | 29.86        | +6.66        | 3         | +1        |  |  |
|                        | Renovación Tumbesina (RT)       | 9,714        | 12.91        | Nuevo        | 1         | +1        |  |  |
|                        | Súmate al Cambio (S)            | 6,541        | 8.69         | Nuevo        | 0         | ±0        |  |  |
|                        | Unión por el Perú (UPP)         | 4,666        | 6.20         | –0.17        | 0         | ±0        |  |  |
|                        | Somos Perú (SP)                 | 2,784        | 3.70         | n/a          | 0         | ±0        |  |  |
|                        | Restauración Nacional (RN)      | 1,555        | 2.07         | –24.30       | 0         | –7        |  |  |
|                        | Fuerza Tumbesina 2010 (FT2010)  | 1,263        | 1.68         | –1.30        | 0         | ±0        |  |  |
|                        | Acción Popular (AP)             | 1,232        | 1.64         | –1.70        | 0         | ±0        |  |  |
|                        | Participación Tumbesina (PT)    | 616          | 0.82         | Nuevo        | 0         | ±0        |  |  |
|                        | Nueva Alternativa (NA)          | 540          | 0.72         | Nuevo        | 0         | ±0        |  |  |
|                        | Partido Humanista Peruano (PHP) | 435          | 0.58         | Nuevo        | 0         | ±0        |  |  |
|                        | Frente Amplio (FA)              | 245          | 0.33         | Nuevo        | 0         | ±0        |  |  |
|                        |                                 |              |              |              |           |           |  |  |
| Total                  | Total                           | 75,250       |              |              | 11        | ±0        |  |  |
|                        |                                 |              |              |              |           |           |  |  |
| Votos válidos          | Votos válidos                   | 75,250       | 82.38        | –1.49        |           |           |  |  |
| Votos en blanco        | Votos en blanco                 | 9,458        | 10.35        | +0.36        |           |           |  |  |
| Votos nulos            | Votos nulos                     | 6,637        | 7.27         | +1.13        |           |           |  |  |
| Votos emitidos         | Votos emitidos                  | 91,345       | 84.86        | –1.80        |           |           |  |  |
| Abstenciones           | Abstenciones                    | 16,301       | 15.14        | +1.80        |           |           |  |  |
| Votantes registrados   | Votantes registrados            | 107,646      |              |              |           |           |  |  |
|                        |                                 |              |              |              |           |           |  |  |
| Fuente:                |                                 |              |              |              |           |           |  |  |

## Elecciones municipales distritales

### Resultados por distrito
La siguiente tabla enumera el control de los distritos de la provincia de Tumbes. El cambio de mando de una organización política se resalta del color de ese partido.
| Distrito              | Alcalde(sa) titular    | Partido político | Partido político                 | Alcalde(sa) electo(a) | Partido político | Partido político            |
| --------------------- | ---------------------- | ---------------- | -------------------------------- | --------------------- | ---------------- | --------------------------- |
| Corrales              | Javier Véliz Saavedra  |                  | Frente de Desarrollo de Corrales | Manuel Flores Peña    |                  | Alianza para el Progreso    |
| La Cruz               | Malco Salinas Henckell |                  | Unión por el Perú                | Juan Pizarro Sánchez  |                  | Súmate al Cambio            |
| Pampas de Hospital    | Fredy Rosales Reto     |                  | Reconstrucción con Obras         | Georgio Apolo Infante |                  | Pampas Camino al Desarrollo |
| San Jacinto           | José Cornejo Feijóo    |                  | Partido Aprista Peruano          | José Cornejo Feijóo   |                  | Partido Aprista Peruano     |
| San Juan de la Virgen | José Farias Agurto     |                  | Partido Aprista Peruano          | Cristian Baca Zapata  |                  | Renovación Tumbesina        |